# Paradigna
Paradigna è una piccola frazione del comune di Parma, appartenente al quartiere Cortile San Martino.
La località è situata 5,26 km a nord del centro della città.

## Geografia fisica
La frazione sorge in posizione pianeggiante alla quota di 43 m s.l.m., ai margini settentrionali della città,  sulla sponda sinistra del canale Naviglio.

## Storia
Il territorio di Paradigna risultava abitato già in epoca romana, quando fu frazionato in centurie, ancora visibili nel tracciato rettilineo di via Paradigna.
Il borgo di Paretineas fu citato per la prima volta il 15 giugno 835, in un atto. Il 29 dicembre 877 fu poi nominata nel documento di fondazione del Capitolo della Cattedrale di Parma la pieve ad Casale Parencani, dedicata a san Martino.
Nel 962, secondo un atto di dubbia autenticità, l'imperatore del Sacro Romano Impero Ottone I di Sassonia riconobbe al vescovo di Parma Oberto l'autorità, oltre che sulla città, anche su 3 miglia di contado intorno a essa, comprendenti tra le altre la zona di Paradigna.
La Villa Paradigni fu poi menzionata nel 1187, in un atto di conferma di beni emanato dal papa Gregorio VII.
In epoca medievale fu edificata nel piccolo borgo una cappella, citata per la prima volta nel 1230.
Alla fine del XIII secolo la zona di San Martino de' Bocci, ove sorgeva l'antica pieve, fu scelta dal cardinale Gerardo Bianchi come sede della futura abbazia di Valserena, edificata a partire dal 1298; i monaci cistercensi, con l'aiuto dei conversi, si occuparono della bonifica della zona, fino ad allora occupata da bocci, ossia da sterpaglie e pruni; grazie anche alla canalizzazione delle acque, fu reso coltivabile un vasto territorio.
Nell'autunno del 1315 le intense piogge causarono nel Parmense devastanti alluvioni dei corsi d'acqua; il torrente Parma straripò rovinosamente a monte della città e ne inondò tutto il perimetro e, a valle, le campagne e i borghi di Paradigna, Pizzolese e Gainago, causando numerose vittime.
Nel 1420 Paradigna, San Martino, Castelnovo, Gainago e altre località dei dintorni furono depredate dagli uomini di Niccolò Guerriero, Guido Torelli e Cecco da Montagnana, nel tentativo di restituire Parma, conquistata nel 1409 dal marchese di Ferrara Niccolò III d'Este, al duca di Milano Filippo Maria Visconti.
In epoca napoleonica, per effetto del decreto Nardon del 1806, Paradigna divenne frazione del nuovo comune (o mairie) di Cortile San Martino, che nel 1943 fu sciolto e inglobato in quello di Parma.

## Monumenti e luoghi d'interesse

### Chiesa di Sant'Andrea

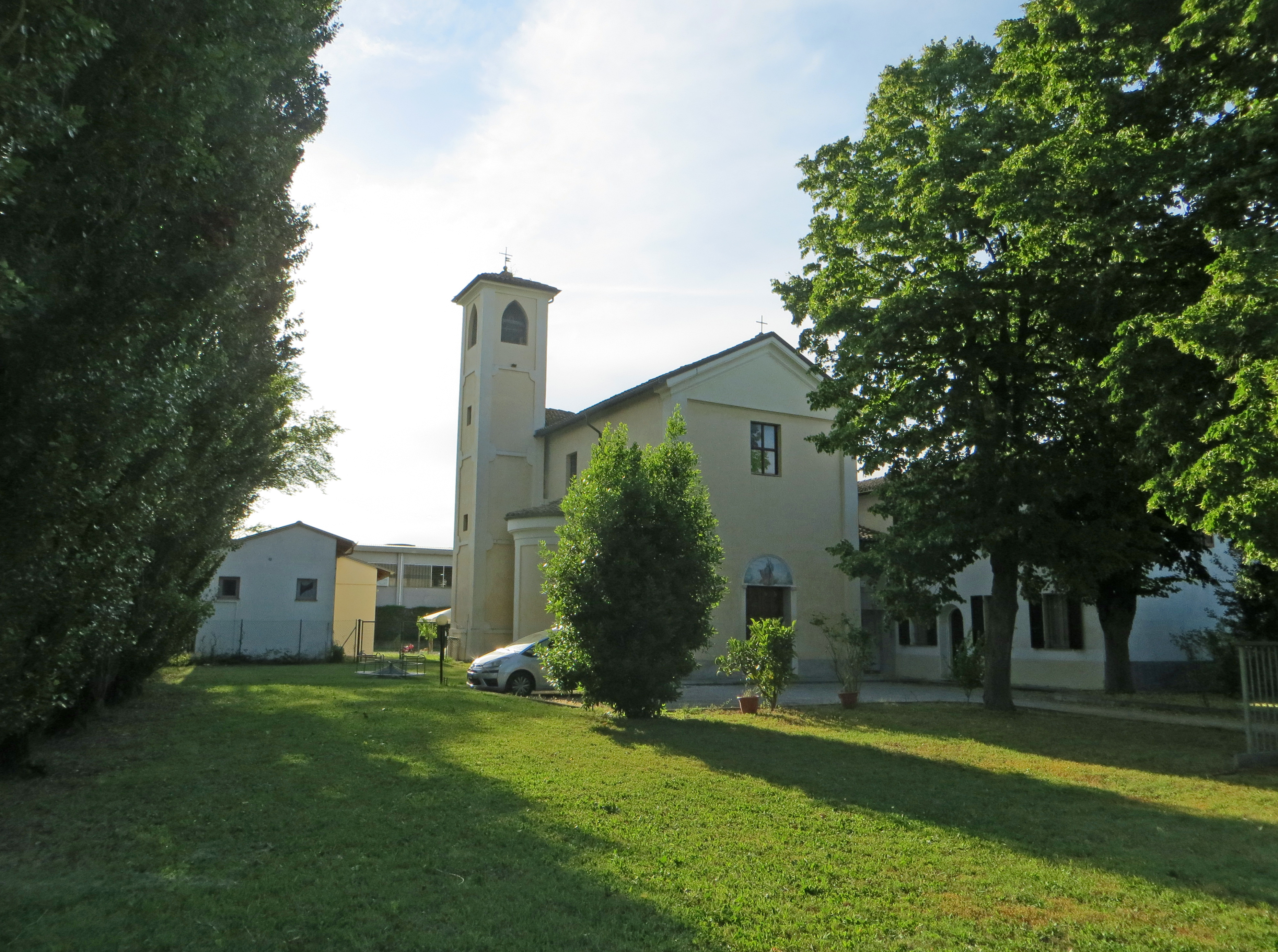
Chiesa di Sant'Andrea

Menzionata per la prima volta nel 1230, la chiesa fu ristrutturata in forme neoclassiche nel corso del XVIII secolo e restaurata intorno al 1960. Il luogo di culto, affiancato da una cappella a pianta semicircolare per lato, è internamente decorato con lesene doriche e dipinti sulle volte.

### Abbazia di Valserena e Centro studi e archivio della comunicazione

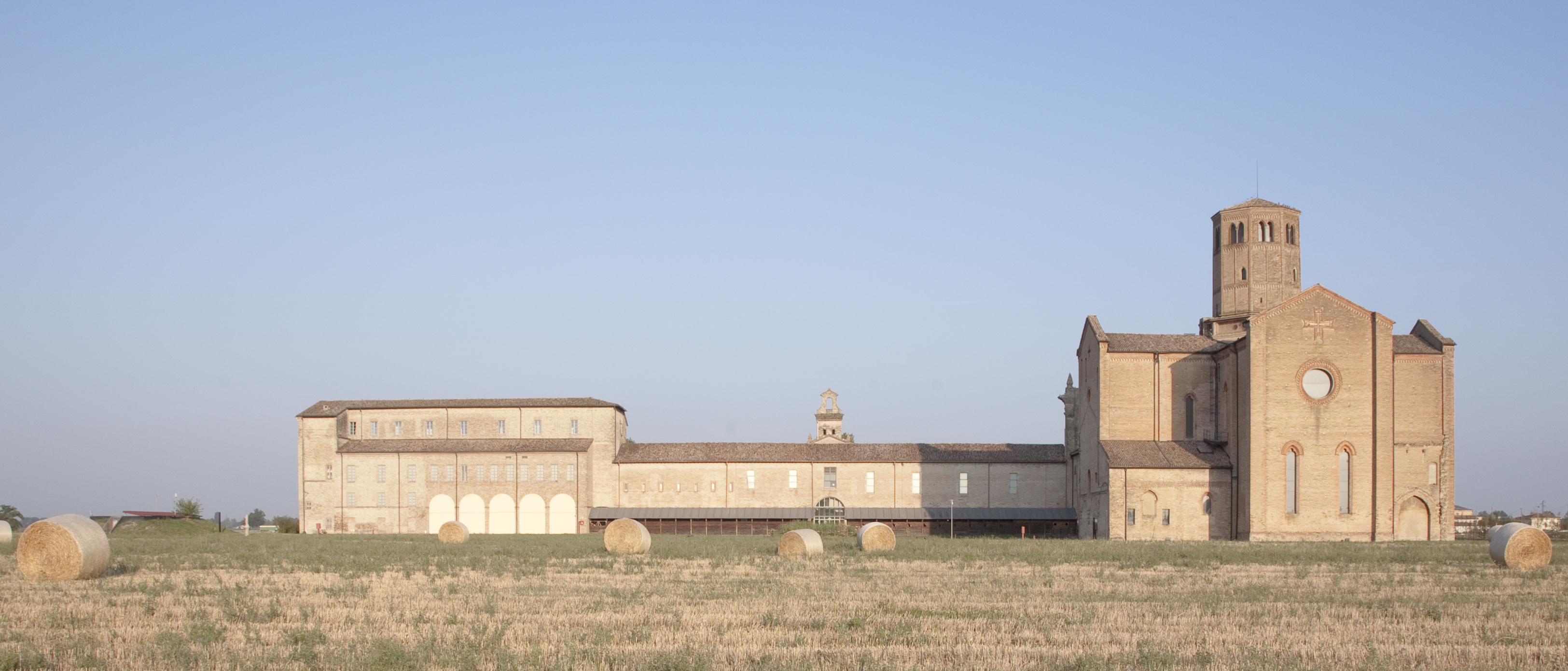
Retro dell'abbazia di Valserena

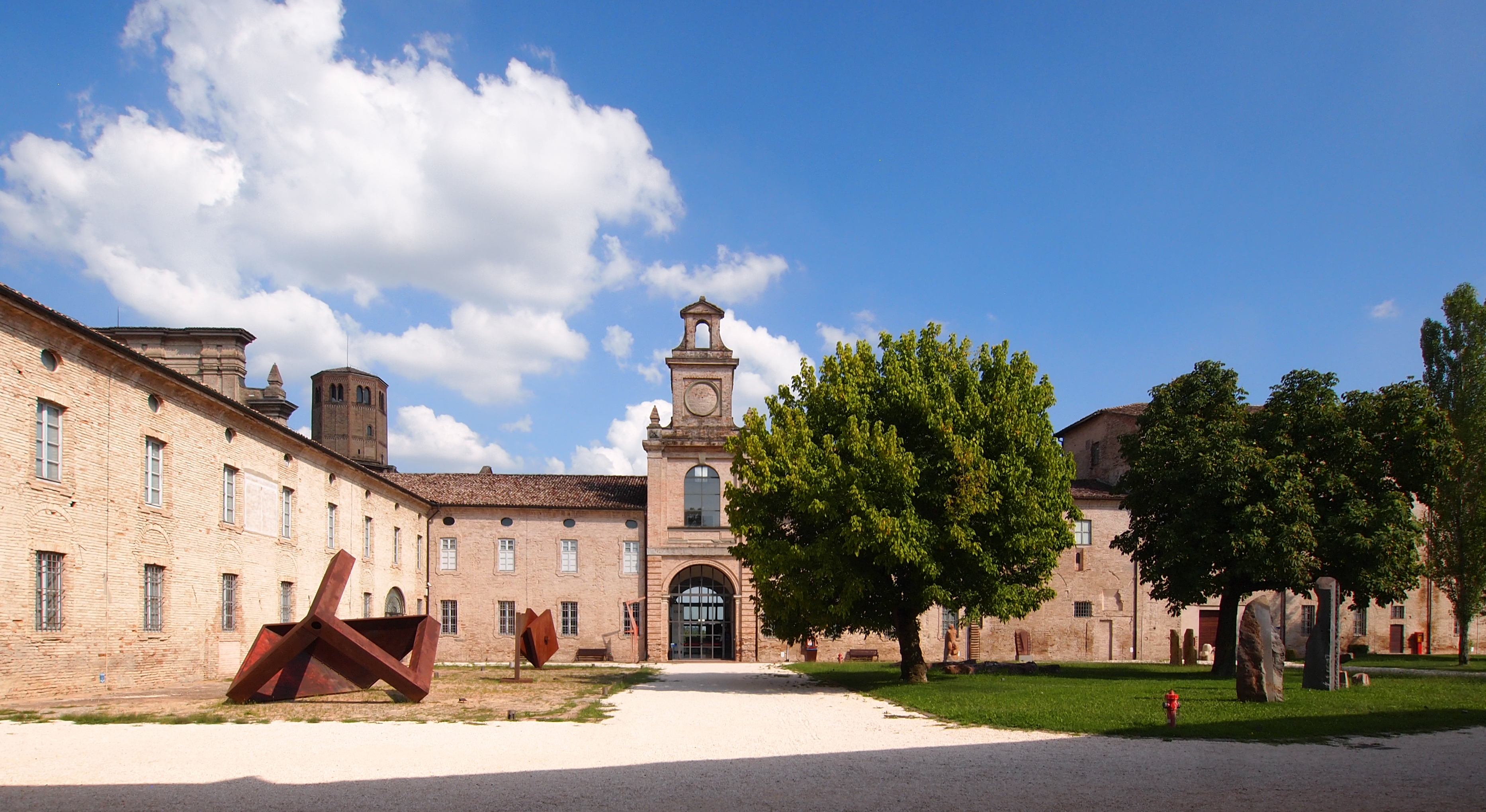
Corte delle Sculture dell'abbazia

Edificata a partire dal 1298 accanto a una pieve altomedievale abbattuta agli inizi del XIV secolo, l'abbazia cistercense di San Martino de' Bocci, voluta dal cardinale Gerardo Bianchi con l'appoggio del papa Bonifacio VIII, fu affiancata da una grande chiesa gotica intorno al 1324; ampliata a più riprese fin dal XV secolo, fu modificata in forme barocche tra il XVII e il XVIII secolo, con la costruzione di nuove ali del monastero e della monumentale facciata del luogo di culto e la decorazione di una delle cappelle; soppressa nel 1810 per decreto napoleonico, fu alienata a privati e trasformata inizialmente in un'industria conserviera e successivamente in un'azienda agricola; parzialmente abbattuta, fu acquisita dal Demanio tra il 1967 e il 1984 e ceduta in uso gratuito all'Università degli Studi di Parma; completamente ristrutturata negli anni seguenti, fu scelta nel 2004 come sede del Centro studi e archivio della comunicazione e aperta al pubblico nel 2015, in previsione di nuovi ampliamenti. L'imponente chiesa, interamente rivestita in laterizio, è dominata da un tiburio ottagonale sormontato da un'alta torre campanaria; sviluppata su un impianto a croce latina con tre navate, transetto e presbiterio coperti da volte a crociera costolonate, conserva ampie porzioni di affreschi rinascimentali, in parte eseguiti nel 1580 da Cesare Baglioni. Il monastero, elevato su due livelli fuori terra, si articola su quattro lati della corte pentagonale delle Sculture. Il museo raccoglie circa 12 milioni di pezzi ed è suddiviso nelle cinque sezioni espositive arte, fotografia, media, progetto e spettacolo, sviluppate all'interno della chiesa, della sala delle Colonne, della sala Ipogea e della corte delle Sculture.

### Oratorio della Concezione di Maria Vergine

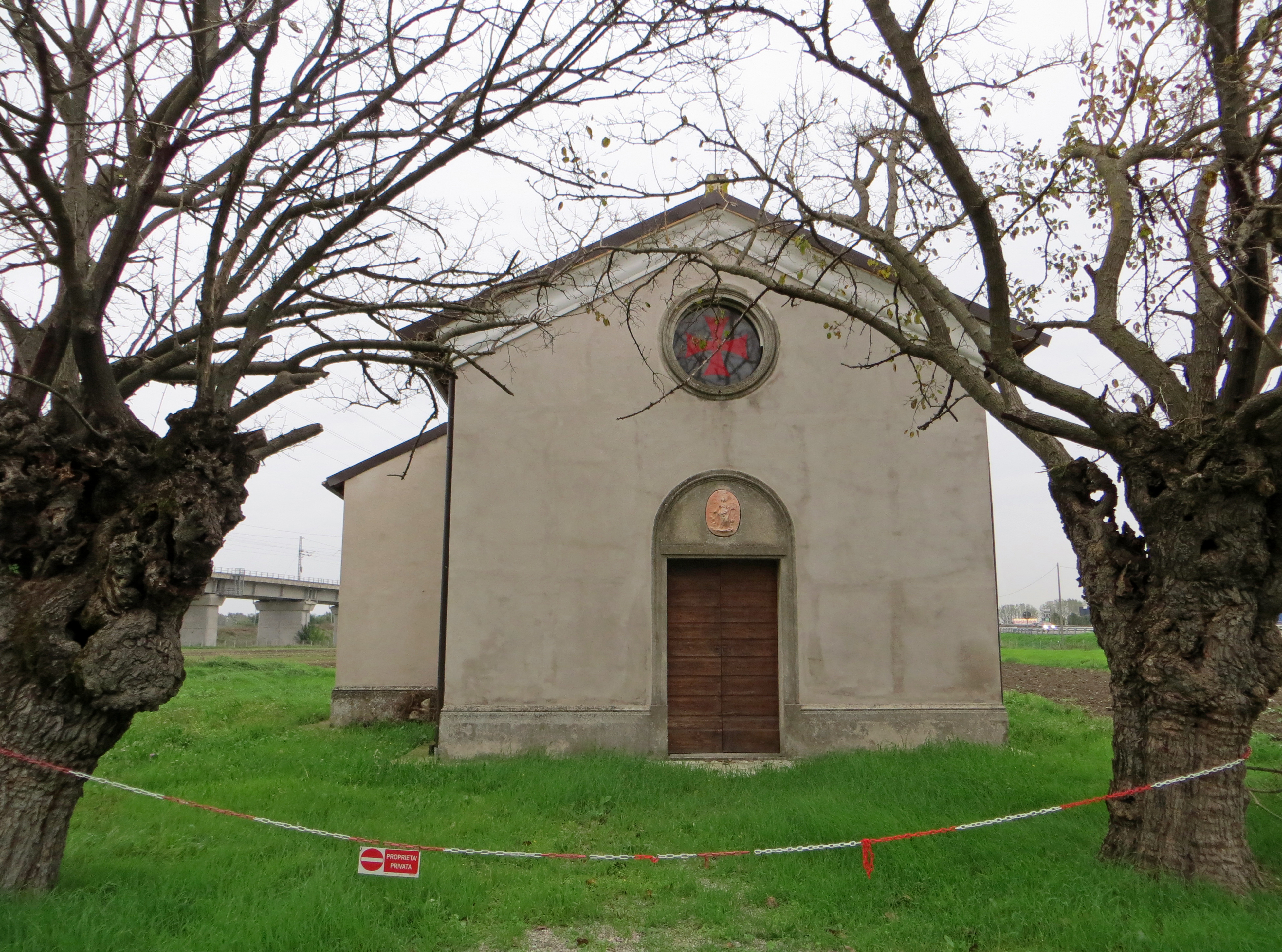
Oratorio della Concezione di Maria Vergine

Edificato in forme barocche nel 1658 per volere della famiglia Banchini, l'oratorio privato fu successivamente sottoposto ad alcune modifiche; caduto in degrado nella seconda metà del XX secolo, tra il 2013 e il 2015 fu completamente ristrutturato dai Templari Cattolici d'Italia, cui era stato concesso in comodato dai proprietari. Il piccolo tempio, internamente decorato con alcuni affreschi, accoglie un altare maggiore barocco in marmi policromi.